# Москаленко Віталій Анатолійович
Віталій Анатолійович Москаленко (нар. 31 жовтня 1955, Київ) — український дипломат. Надзвичайний та Повноважний Посол України. Посол України в Болгарії (з 2018 по 2022 рік). Дійсний член (академік) Української академії геополітики та геостратегії (2024).

## Життєпис
У 1978 році закінчив факультет журналістики Київського університету. Кандидат філологічних наук. Володіє англійською, сербською, словацькою, болгарською та македонською мовами.
У 1978—1980 рр. — кореспондент «Останніх вістей» українського радіо, іномовлення «Радіо-Київ»
У 1980—1983 рр. — аспірант Інституту літератури ім. Т. Г. Шевченка АН України.
У 1983—1993 рр. — науковий співробітник Інституту літератури ім. Т. Г. Шевченка АН України, заступник Головного редактора журналу «Слово і час».
У 1993 році виконувач обов'язків начальника відділу Управління кадрами Міністерства закордонних справ України.
У 1994—1998 рр. — перший секретар Посольства України в Болгарії.
У 1998—2000 рр. — завідувач відділом Балканських країн Третього територіального управління МЗС України.
У 2000—2001 рр. — керівник Дипломатичної Місії України в Республіці Македонія
У 2001—2003 рр. — радник Посольства України в Словацькій Республіці.
У 2003—2004 рр. — начальник Третього територіального управління МЗС України.
У 2004—2005 рр. — керівник Дипломатичної Місії України в Боснії та Герцеговині.
Від 3 листопада 2005 до 3 червня 2009 року — Надзвичайний та Повноважний Посол України в Македонії.
У 2009—2011 рр. — Заступник директора Департаменту інформаційної політики, Посол з особливих доручень — начальник Управління технічного забезпечення МЗС України
З 2011 року — Генеральний консул Генерального консульства України в місті Ростов-на-Дону.
23 липня 2014 доклав зусиль до процесу виписки та відправки поранених прикордонників в Україну з Ростова-на-Дону. При цьому, зауважив російським засобам масової інформації про ситуацію на сході України:
|  | У мене немає слів, щоб описати те, що відбувається, - йде війна між Росією та Україною. |

13 липня 2018 року — призначений Надзвичайним і Повноважним Послом України в Республіці Болгарія., 23 грудня 2022 року — звільнений з посади.
Темою дисертаційного дослідження було вивчення впливу Михайла Драгоманова на українсько-болгарські культурні зв’язки у другій половині XIX століття. В науковому дослідженні В.Москаленко довів, що ідеї Драгоманова сприяли зближенню культур українського й болгарського народів. Посольство України в Болгарії  за підтримки МЗС Болгарії регулярно проводить у Софії «Драгоманівські читання» 
Був серед українських дипломатів, які працювали в першому складі української місії у Софії після проголошення Незалежності України і відновлення дипломатичних відносин з цією братньою країною. Болгарія однією з перших визнала Незалежність України.
Віталій Москаленко налагодив випуск друкованого видання, яке знайомило болгар і українців з новою Україною, ініціював видання у Болгарії «Історії України» Ореста Субтельного.

## Автор книжок
1. Українсько-Болгарські літературні та наукові звʼязки кінця XIX - початку ХХст., Київ, Наукова думка, 1987, 214с. M * 4603000000 536/221(04)-87 * 505-87
2. Проф. Михайло Иванович Парашчук украински скулптор и виден обществен деец (1878-1963). Сборник документи, снимки и публикации. (Співавтор Еміне Хакова). София, Парадигма, 2016, 843с., ISBN 978-954-326-274-8
3. Віто Москато. Сім розбишацьких апокрифів (квазідипломатична апологія), Мултипринт-София, 2021, 373с., ISBN 978-954-362-379-2
4. Віто Москато. Велика місія укрів на Болгарщині. Розбишацький апокриф. Київ, Саміт-Книга, 2023, 215 с., ISBN 978-966-986-605-9
5. Віто Москато. Ростовський карамболь. Записки Ґенерального консула. Київ, Саміт-Книга, 2024, 184 с. ISBN 978-966-986-717-9

## Родина
- Батько — Анатолій Захарович Москаленко
- Мати — Анастасія Макарівна Москаленко
- Син — Тарас Віталійович Москаленко — Перший секретар Посольства України в США[7]
- Донька — Насі Іванова

## Дипломатичний ранг
- Надзвичайний і Повноважний Посол (2019)[8].

## Нагороди
- Орден «За заслуги» III ступеня (1999);[9]
- Орден «За заслуги» II ступеня (2016).
- Орден «Мадарського вершника» І ступеня (2023, Болгарія)[10]